# Sarah Silverman
Sarah Kate Silverman (1 december 1970) is een Amerikaans comédienne, schrijfster en actrice. Ze is voornamelijk bekend van haar komische televisieprogramma's, waarin ze controversiële onderwerpen als racisme, seksisme en religiekwesties behandelt.

## Levensloop
Silverman werd uit een gezin met vier zussen geboren in Bedford, New Hampshire. Haar ouders zijn Joods en zijn van Pools/Russische afkomst. Silverman werd nationaal bekend toen ze in 1993 meerdere malen optrad in Saturday Night Live. Ook als schrijfster was ze actief achter de schermen, maar na één seizoen werd ze ontslagen omdat slechts een van de sketches die ze schreef geschikt was voor uitzending. Daarna speelde ze in de komedieserie Mr. Show with Bob and David, en had ze kleine rolletjes in de series Frasier, Seinfeld, Star Trek: Voyager, Greg the Bunny en Crank Yankers. Ook had ze rollen in de films There's Something About Mary, Say It Isn't So, School of Rock, The Way of the Gun, Overnight Delivery, Screwed, Heartbreakers, Evolution, School for Scoundrels, Rent, Take This Waltz, The Muppets, Space Jam: A New Legacy, Don't Look Up, Popstar: Never Stop Never Stopping en de animatiefilms Wreck-It Ralph en Ralph Breaks the Internet. Op 1 november 2005 werd haar stand-up-komedieoptreden Sarah Silverman: Jesus Is Magic uitgebracht als een film. Sinds 2007 heeft ze haar eigen komedieserie, The Sarah Silverman Program, op Comedy Central. Eveneens in 2007 presenteerde ze de MTV Movie Awards. In 2018 kreeg ze een ster op de Hollywood Walk of Fame.
Op 10 juli 2023 raakte bekend dat Sarah Silverman samen met twee andere schrijvers OpenAI ervan beschuldigt het copyright op haar boek The Bedwetter geschonden te hebben bij het trainen van de AI-chatbot ChatGPT.

## Persoonlijk leven
Silverman had sinds 2002 een relatie met Jimmy Kimmel, presentator van het praatprogramma Jimmy Kimmel Live!. Sinds het begin van het programma van 2003 was ze meerdere malen te gast in dat programma. Op 31 januari 2008 maakte ze, in verband met het 5-jarig bestaan van dat programma, het filmpje "I'm Fucking Matt Damon", waarin Matt Damon, die vaak het slachtoffer is van Kimmels grappen, ook speelde. Het filmpje werd op YouTube een grote hit, na vier dagen hadden al 1,3 miljoen mensen het filmpje bekeken. Kort daarop sloeg Jimmy Kimmel terug met het filmpje "I'm fucking Ben Affleck". Na een korte scheiding, eind 2008 kwamen ze opnieuw bij elkaar waarna ze in 2009 de relatie definitief beëindigden.
- Gemeinsame Normdatei: 142597074
- International Standard Name Identifier: 0000 0001 0798 5170
- Library of Congress Control Number: no2005020328
- MusicBrainz: ebf48614-6b24-41bd-9ebb-a90af8e473b7
- Nationale Bibliotheek van Tsjechië: xx0245857
- Nationale Bibliotheek van Israël: 987007303167505171
- Nationale Bibliotheek van Polen: a0000001879305
- Système universitaire de documentation: 184969328
- Virtual International Authority File: 29258917
- WorldCat: E39PBJwRYCdGJWvx3rfrrWMF8C